# شنبه (دشتی)
شُنبه، شهری است در استان بوشهر در جنوب ایران. این شهر مرکز بخش شُنبه و طَسوج در شهرستان دشتی است.

## مشخصات و سوابق
شُنبه در تاریخ ۲۶ اسفند ۱۳۸۷ از روستا به شهر تبدیل شد. شهرداری آن عملاً از اوایل مهرماه سال ۱۳۸۸ شروع بکار نمود و در مورخ ۱۸ بهمن ۸۸ به‌طور رسمی افتتاح شد. اولین شهردار شهر شُنبه در سال ۱۳۸۸ خورشیدی احمد خرم‌روز و تعداد کارکنان شهرداری نه نفر (شامل پنج نفر اداری و چهار نفر خدماتی) بوده‌است. در حال حاضر سردار رزمی نیا شهردار شهر شنبه می‌باشد. در فارس نامه ابن بلخی (ق۴) صفحه ۱۶۵ جلددوم آمده‌است نام قدیم این محل «شنانا» بوده‌است و در جغرافیای حافظ ابرو ص ۱۰۰ از عنوان «شنابا» استفاده شده‌است؛ که به روایت معمرین محلی بعدتر نیز نام «شب به» به معنای شب خوش برای این محل استفاده می‌شده‌است.

## جمعیت
بر اساس سرشماری سال ۱۳۹۰ آمار رسمی جمعیت شهر شُنبه ۴٫۵۲۸ نفر (۸۵۹ خانوار) بوده‌است.
در نیم سال دوم سال ۹۵ دارای ۱۰۲۱ خانوار با جمعیت ۷٫۷۴۷ نفر شامل ۳/۴۳۶ نفر زن ۲/۶۶۲ نفر مرد، جمعیت فعال (شاغل) ۱٫۹۱۷، سربار ۴۲۶، نفر زن واجد شرایط ازدواج ۲۴۵ نفر، تنظیم خانواده ۷۰۱ مرگ‌ومیر ۷۶ نفر در سال، زاد و ولد ۵۳ نفر که ۷۶ درصد این زاد و ولد اولین فرزند خانواده بوده‌اند و از این جمع نیز ۵۶ درصد پسر می‌باشند.
آهنگ رشد جمعیت با نرخ ۰۰۷/۶ میزان مهاجردهی ۴۳ نفر در سال مهاجرپذیری ۲۴ نفر در سال است.
در شهر شنبه شاعران مطرحی چون غلامرضا ابراهیمی، فرشید ابراهیمی، سید یوسف صالحی وجود دارند که بارها برای شهر و استان افتخار آفرینی کرده‌اند.

## اماکن
شهر شُنبه دارای ۷۶۰ خانوار با جمعیت ۲٫۷۴۷ نفر (آمار سال ۹۵) دارای هفت مرکز آموزشی شامل: دبیرستان، مدرسه راهنمایی، دبستان (هر کدام پسرانه و دخترانه جداگانه)، یک مهد کودک یک مهد قرآنی و شش مسجد، حسینیه، مهدیه، مرکز بهداشت و درمان دارای پزشک (عمومی)، مجتمع بهزیستی، نیروی انتظامی، شرکت تعاونی، پمپ بنزین، پنج کانون مذهبی، مرکز بخشداری، آب و فاضلاب روستایی و یک حوزه به همراه پنج پایگاه مقاومت بسیج است

## زمین‌لرزه ۹۲
زمین‌لرزه ۲۰ فروردین ۱۳۹۲ در شهرستان دشتی که در مرکز شهر شُنبه، ۲۷ کیلومتری شهر خورموج (مرکز شهرستان دشتی) و ۹۰ کیلومتری بندر بوشهر کانون این زمینلرزه در شهر شُنبه رخ داد، که شهر شُنبه و روستاهای تابع آن در بخش شنبه و طسوج بشدت تخریب شدند و ۴۰ نفر کشته (۳۷ نفر تلفات اولیه + سه نفر تلفات ناشی از مصدومیت بعدی) و حدود هزار و صد نفر زخمی به جا گذاشت.